# Герб Красногорського району
Красногорський район Московської області Рф має власну символіку: герб та прапор. Перша версія герба була ухвалена 29 вересня 1992 року, сучасна версія – 21 лютого 2002 року. 

## Опис
Сучасна версія герба Красногорського раону була створена на основі герба 1992 року.
У лазоревому полі на червленому трьохгір’ї срібна колона і по сторонам від неї по три зелених тонко окантованих золотом та з золотими стовбрами дерев, які супроводжують на чолі трьома золотими нитками в пояс поверх котрих покладено дві срібні фігури, подібні ромбам зі скргленим по сторонам кутам, між котрими перша і третя нитки перехрещуються.